# Megachasma pelagios
Lo squalo bocca grande o squalo megamouth (Megachasma pelagios Taylor, Compagno & Struhsaker, 1983) è un pesce cartilagineo dell'ordine dei Lamniformi. È l'unica specie del genere Megachasma e della famiglia Megachasmidae.
Il primo squalo bocca grande fu catturato il 15 novembre 1976, a circa 25 miglia nautiche (45 km) al largo della costa di Kaneohe, Hawaii, quando rimase impigliato nell'ancora della nave AFB-14 della Marina degli Stati Uniti ad una profondità di circa 165 m. La specie è stata identificata come appartenente a un nuovo genere all'interno delle specie di squali planctivori. L'esame dell'esemplare di 4,5 m e 750 kg da parte di Leighton Taylor ha mostrato che si trattava di un tipo di squalo del tutto sconosciuto, rendendolo, insieme al celacanto, una delle scoperte più sensazionali in ittiologia del XX secolo. La pinna pettorale dello squalo megamouth è stata studiata, insieme al suo sistema scheletrico e muscolare, per mostrare la sua relazione filogenetica con gli altri due squali filtratori.

## Etimologia
I nomi comuni con cui la specie è conosciuta sono dovuti alla sua caratteristica bocca. Il nome specifico deriva dal greco antico πελάγιος?, pelágios, "del mare (aperto)".

## Descrizione

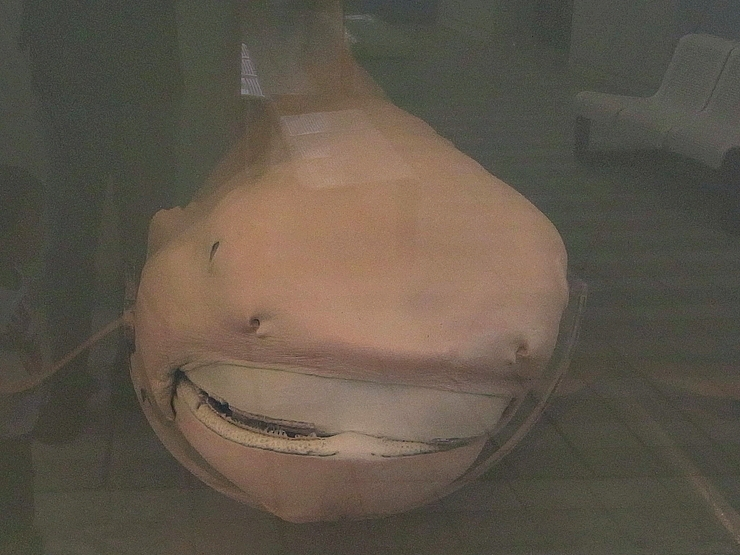
Bocca di un esemplare conservato al Mondo Marino Uminonakamichi

L'aspetto dello squalo bocca grande è caratteristico, ma si sa poco altro al riguardo. L'interno delle sue fessure branchiali è rivestito da rastrelli branchiali simili a dita che catturano il suo cibo. Nuotatore relativamente povero, il megamouth ha un corpo morbido e flaccido e manca di chiglie caudali. La specie è notevolmente meno attiva degli altri squali planctivori filtratori, lo squalo elefante e lo squalo balena. Il megamouth ha un corpo robusto, con una testa bulbosa, lunga e larga e presenta una coda asimmetrica con un lungo lobo superiore, simile a quella dello squalo volpe.
I megamouth sono grandi squali, in grado di crescere fino a 5,49 m di lunghezza. I maschi maturi hanno in media una lunghezza di 4 m, mentre le femmine di 5 m. Sono stati segnalati pesi fino a 1215 kg. Gli squali megamouth possono essere trovati fino al nord del Giappone; California meridionale (LACM 43745-1) e vicino a Punta Eugenia, Baja California e Hawaii. Gli squali bocca grande sono blu scuro, nero-brunastro o grigi sopra e più chiari sotto; con una fascia bianca lungo la mascella superiore; mentre il margine posteriore delle sue pinne è bianco.
Come suggerisce il nome, i megamouth hanno un'ampia bocca con piccoli denti, con fino a 50 file di denti nella mascella superiore e fino a 75 file nella mascella inferiore. L'interno sporgente del labbro superiore è di un bianco argenteo brillante, molto visibile a bocca aperta e potrebbe essere un meccanismo di alimentazione o eventualmente essere utilizzata come mezzo per identificare altri individui di squali megamouth. Le bocche di questi squali possono raggiungere fino a 1,3 m di larghezza.

## Distribuzione
La specie è stata osservata nelle acque temperate e tropicali dei maggiori oceani, a profondità comprese tra 5 e 1500 m. Le segnalazioni più numerose provengono dall'oceano Pacifico occidentale (Taiwan, Giappone e Filippine). Alcuni esemplari sono stati avvistati anche nelle acque vicino a Hawaii, California, Messico, Indonesia, Australia, Brasile, Senegal, Sud Africa, Porto Rico, Ecuador e forse Vietnam.

## Biologia
Nel 1990, uno squalo megamouth maschio di 4,9 m fu catturato vicino alla superficie al largo di Dana Point, in California. Questo individuo fu poi rilasciato con un piccolo chip radio attaccato al suo corpo. Durante il giorno, lo squalo nuotava a una profondità di circa 120-160 m, ma al tramonto saliva e trascorreva la notte a profondità comprese tra 12 e 25 m. Sia di giorno che di notte, la sua velocità di movimento è stata molto lenta, intorno agli 1,5-2,1 km/h. Questo modello di migrazione verticale è visto in molti animali marini mentre seguono il movimento del plancton nella colonna d'acqua.

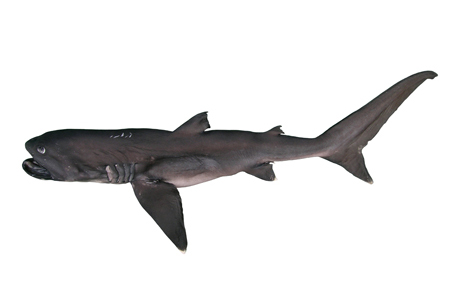
Megachasma pelagios

Nel dicembre 2023 un esemplare femmina di 5,6 m è stato trovato morto su una spiaggia delle Filippine.

## Riproduzione
La riproduzione è ovovivipara, il che significa che i giovani squali si sviluppano in uova che rimangono all'interno del corpo della madre fino alla schiusa. Campioni di tessuto sono stati ottenuti da ventisette esemplari catturati in diverse località per eseguire un'analisi genetica, i cui risultati non hanno indicato alcuna diversità genetica tra popolazioni che si trovano in distinte aree geografiche, il che indica che la specie forma un'unica popolazione ibrida, altamente migratoria.

## Storia evolutiva
Oltre al M. pelagios vivente, recentemente sono state proposte anche due specie estinte di megamouth, il M. alisonae del Priaboniano e il M. applegatei dell'Oligocene-Miocene, sulla base di resti di denti fossilizzati. Un primo antenato della specie recente Megachasma pelagios è stato segnalato dal Miocene inferiore (Burdigaliano) del Belgio. Tuttavia, il M. comanchensis del Cretaceo è stato recentemente riclassificato come squalo odontaspide nel genere Pseudomegachasma, ed è in effetti non correlato allo squalo megamouth nonostante la morfologia dei denti simile. Gli adattamenti di filtraggio del megamouth probabilmente si sono evoluti indipendentemente da altri squali filtratori esistenti rendendolo un esempio di evoluzione convergente.